# شهر دوطبقه
شهر دوطبقه به شهری گفته می‌شود که در آن به‌وفور از تقاطع غیرهمسطح بهره برده شده‌است. تقاطع‌های غیرهم‌سطح از بار ترافیکی معابر کاسته و به سرعت بیشتر عبورومرور خودروها، کاهش تلفات انرژی و زمان و نیز پایین‌آمدن آمار تصادفات کمک شایانی می‌کنند. درحال حاضر اکثر شهرهای پیش‌رفته و بزرگ جهان یا پیش‌تر دوطبقه شده‌اند یا به‌سوی دوطبقه‌شدن می‌روند.

## تهران، شهری دوطبقه
شهر تهران، پایتخت ایران، از ۱۸۰ پل بهره‌مند است که اکثراً سواره‌رو بوده و افزون بر آن‌ها هم‌اینک ۶۰ پل دیگر نیز در آن در دست ساخت است که با بهره‌برداری از آن‌ها شمار پل‌ها به ۲۵۰ عدد نزدیک خواهد شد. به همین خاطر عملاً می‌توان تهران را جزو شهرهای دوطبقه دنیا به‌شمار آورد.